# Bauquay
Bauquay és un municipi francès situat al departament de Calvados i a la regió de Normandia. L'any 2007 tenia 216 habitants.

## Demografia

### Població
El 2007 la població de fet de Bauquay era de 216 persones. Hi havia 80 famílies de les quals 16 eren unipersonals (16 homes vivint sols), 24 parelles sense fills i 40 parelles amb fills.
La població ha evolucionat segons el següent gràfic:
Habitants censats

### Habitatges
El 2007 hi havia 86 habitatges, 80 eren l'habitatge principal de la família, 2 eren segones residències i 4 estaven desocupats. Tots els 85 habitatges eren cases. Dels 80 habitatges principals, 64 estaven ocupats pels seus propietaris, 14 estaven llogats i ocupats pels llogaters i 2 estaven cedits a títol gratuït; 1 tenia una cambra, 7 en tenien dues, 8 en tenien tres, 23 en tenien quatre i 41 en tenien cinc o més. 71 habitatges disposaven pel capbaix d'una plaça de pàrquing. A 31 habitatges hi havia un automòbil i a 46 n'hi havia dos o més.

### Piràmide de població
La piràmide de població per edats i sexe el 2009 era:
| Homes | Edats   | Dones |
| ----- | ------- | ----- |
| 0     | 95 o +  | 0     |
| 0     | 90 a 94 | 0     |
| 4     | 85 a 89 | 0     |
| 0     | 80 a 84 | 4     |
| 4     | 75 a 79 | 4     |
| 0     | 70 a 74 | 4     |
| 0     | 65 a 69 | 0     |
| 4     | 60 a 64 | 4     |
| 0     | 55 a 59 | 4     |
| 12    | 50 a 54 | 16    |
| 16    | 45 a 49 | 8     |
| 8     | 40 a 44 | 12    |
| 8     | 35 a 39 | 4     |
| 0     | 30 a 34 | 0     |
| 0     | 25 a 29 | 0     |
| 0     | 20 a 24 | 0     |
| 8     | 15 a 19 | 12    |
| 8     | 10 a 14 | 8     |
| 0     | 5 a 9   | 0     |
| 0     | 0 a 4   | 0     |

## Economia
El 2007 la població en edat de treballar era de 151 persones, 118 eren actives i 33 eren inactives. De les 118 persones actives 114 estaven ocupades (60 homes i 54 dones) i 4 estaven aturades (1 home i 3 dones). De les 33 persones inactives 11 estaven jubilades, 14 estaven estudiant i 8 estaven classificades com a «altres inactius».

### Ingressos
El 2009 a Bauquay hi havia 82 unitats fiscals que integraven 229 persones, la mediana anual d'ingressos fiscals per persona era de 16.691 €.

### Activitats econòmiques
Dels 3 establiments que hi havia el 2007, 1 era d'una empresa de construcció, 1 d'una empresa de comerç i reparació d'automòbils i 1 d'una empresa de serveis.
L'únic servei als particulars que hi havia el 2009 era una empresa de construcció.

## Poblacions més properes
El següent diagrama mostra les poblacions més properes.